# Jan-Philipp Rabente
Jan-Philipp Rabente (Essen, 3 juli 1987) is een Duitse hockeyspeler. In augustus 2012 won hij met het Duitse team een gouden medaille op de Olympische Spelen in Londen. In de finale scoorde hij beide doelpunten tegen Nederland.
Sinds 2002 speelde Rabente voor de vertegenwoordigende jeugdteams van de Duitse hockeybond. In 2003 won zijn team de Europese kampioenschappen voor onder 16-jarigen in Barcelona. In 2008 behaalde hij met de Duitse ploeg de derde plaats op het Europees Kampioenschap voor onder 21-jarigen. De middenvelder maakte op 19 augustus 2005 zijn debuut in de Duitse nationale hockeyploeg. Maar pas bij de tweede plaats op de EK 2009 maakte hij deel uit van het kader van de Duitse hockeyploeg. 
Eind 2009 werd het Duitse team met daarin Rabente in de finale van de Champions Trophy door de Australische gastheren verslagen. Ook in de finale van de WK 2010 in New Delhi werd het Duitse team door de Australiërs verslagen.
Bij de Olympische Spelen in Londen scoorde Jan-Philipp Rabente op 11 augustus 2012 beide Duitse doelpunen bij de 2-1-overwinning in de finale tegen de Nederlandse hockeyploeg. Hierdoor werd Duitsland Olympisch hockeykampioen.
Tot en met juni 2012 speelde Rabente 74 interlands. 
Rabente speelt al vanaf de jeugd bij Uhlenhorst Mülheim. Hij studeert economie. 